# Echarri (Larráun)
Echarri (Etxarri en euskera y de forma oficial) es una localidad española y un concejo de la Comunidad Foral de Navarra perteneciente al municipio de Larráun. 
Está situado en la Merindad de Pamplona, en la comarca de Norte de Aralar, en el valle de Larráun y a 17 km de la capital de la comunidad, Pamplona. Su población en 2014 fue de 74 habitantes (INE), su superficie es de 7,62 km² y su densidad de población de 9,71 hab/km².

## Geografía física

### Situación
La localidad de Echarri está situada en la parte Nordeste del municipio de Larráun a una altitud de 399 m s. n. m. Su término concejil tiene una superficie de 7,62 km² y limita al norte con el concejo de Huici; al este con el de Aldaz; al sur con los de Arruiz y Muguiro y al oeste con el municipio de Lecumberri.
|                   | Norte: Huici          |             |
| Oeste: Lecumberri |                       | Este: Aldaz |
|                   | Sur: Arruiz y Muguiro |             |

## Demografía

### Evolución de la población
| Gráfica de evolución demográfica de Echarri entre 2000 y 2010 |
|                                                               |
| Datos según el nomenclátor publicados por el INE.             |